# Parafia Nawiedzenia Najświętszej Maryi Panny w Szklarach
Parafia Nawiedzenia Najświętszej Maryi Panny w Szklarach − parafia rzymskokatolicka znajdująca się w archidiecezji przemyskiej, w dekanacie Dynów.

## Historia
W latach 1867–1870 wikariuszem w Harcie był ks. Bronisław Markiewicz, który odbywał piesze wędrówki z modlitwą różańcową i katechizacją do Szklar, Lipnika i Bachórca.
W 1905 roku w Szklarach, na pamiątkę nawiedzeń różańcowych ks. Bronisława Markiewicza,  zbudowano murowaną kaplicę z fundacji Zdzisława Skrzyńskiego, którą w 1906 roku poświęcono pw. Nawiedzenia Najświętszej Maryi Panny. W 1929 roku dekretem bpa Anatola Nowaka została erygowana parafia, z wydzielonego terytorium parafii Harta. 
W latach 1988–1994 w miejscu pierwszego kościoła zbudowano obecny murowany kościół, według projektu arch. inż. Stanisława Pąprowicza, który w 1994 roku poświęcono.
Na terenie parafii jest 846 wiernych.
Proboszczowie parafii:
1929–1934. ks. Władysław Wroński (administrator).
1934–1936. ks. Michał Gądek (administrator).
1936–1937. ks. Jan Banek (administrator).
1937–1938. ks. Wojciech Misiewicz (administrator).
1938–1939. ks. Władysław Dobosz (administrator).
1939–1940. ks. Władysław Bury (administrator).
1940–1956. ks. Gabriel Matuszko (administrator).
1956–1967. ks. Fryderyk Michalski (administrator).
1967–2004. ks. kan. Władysław Wojnar.
2004– nadal ks. Piotr Błażko.